# V552 Возничего
V552 Возничего (лат. V552 Aurigae) —  поляр, двойная катаклизмическая переменная звезда типа AM Геркулеса (AM:) в созвездии Возничего на расстоянии приблизительно 9514 световых лет (около 2917 парсеков) от Солнца. Видимая звёздная величина звезды — от +14,5m до +11,2m.

## Характеристики
Первый компонент — аккрецирующий белый карлик.
Второй компонент — оранжевый гигант спектрального класса K. Радиус — около 11,74 солнечных, светимость — около 53,61 солнечных. Эффективная температура — около 4559 K.